# Lago Barsakelmes
El Lago Barsakelmes (en kazajo Барсакелмес, Tierra del no retorno) es un lago salobre del Kazajistán, en la Provincia de Kyzylorda, creado por la retirada gradual de las aguas del Mar de Aral, que originariamente  formaba parte. 
Se incluye el nombre de la antigua isla de Barsakelmes situada al sureste de ésta, que en la década de 2000 se unió a la parte continental. 
A pesar de la regresión continua de la superficie del Aral, el nivel de agua del Barsakelmes ha sufrido mucho menos en comparación con la mayoría de las áreas ocupadas por el antiguo emplazamiento del lago, y su retroceso hasta ahora ha sido en general limitada; aun así está en una situación precaria, puesto que no es alimentado por afluentes y recibe solo agua del Mar Oriental, en una entrada que lo une con los restos del mar de Aral del Sur. Se encuentra cerca de 22 km del extremo occidental del mar de Aral del Norte.

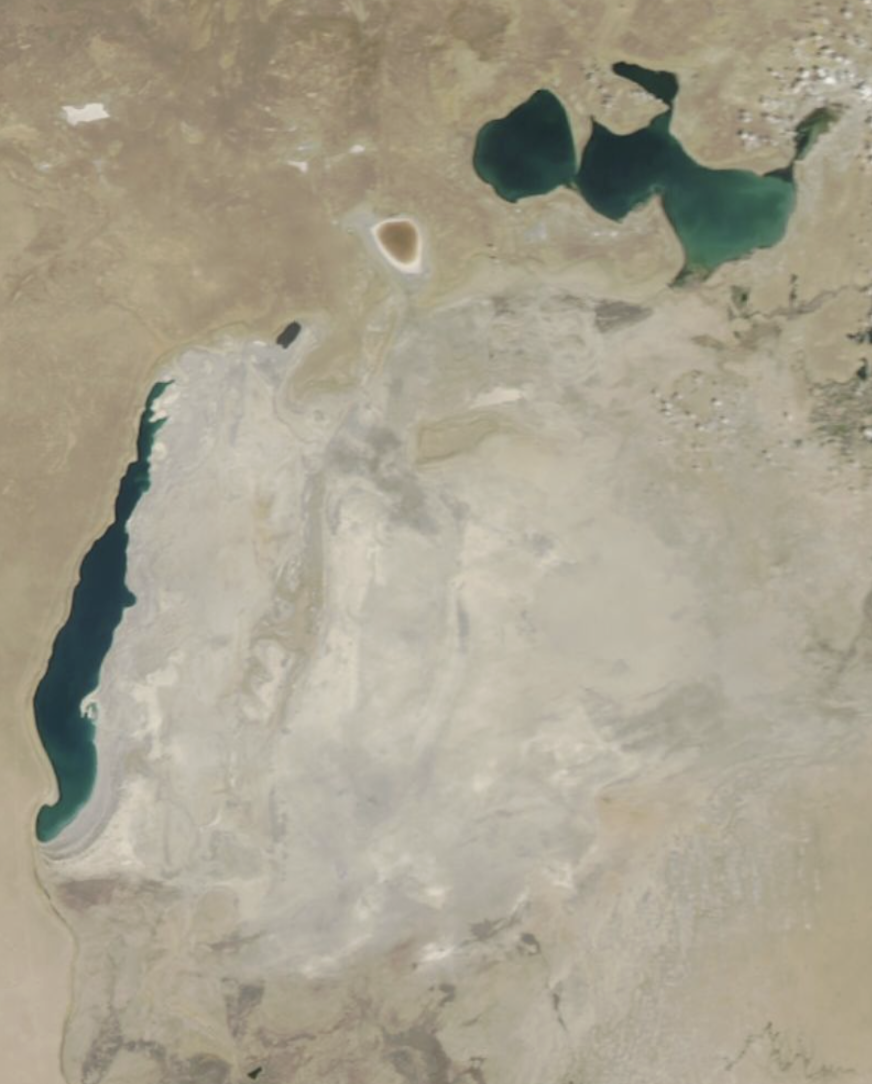
La zona del antiguo mar de Aral en agosto de 2024.

El lago Barsakelmes forma parte de la reserva natural Barsakelmes.
En agosto de 2024, el lago estaba casi completamente seco. Las imágenes satelitales de ese momento mostraban una superficie muy reducida (unos 150 km²) y una decoloración marrón, lo que indicaba que el agua era poco profunda y que el lago podría desaparecer por completo en los próximos años.